# Алонсо, Микель
Микель Алонсо Олано (исп. Mikel Alonso Olano; род. 17 мая 1980, Толоса, Страна Басков) — испанский футболист, полузащитник.

## Клубная карьера

### «Реал Сосьедад»
Микель Алонсо начал футбольную карьеру в молодёжных рядах команды «Реал Сосьедад», как и его младший брат Хаби Алонсо. Дебютировал в Чемпионате Испании 22 апреля 2001 года. Тем не менее, присутствие его родного брата и Микеля Аранбуру в центре полузащиты означало, что он был ограничен вспомогательной ролью и был направлен в команду «Нумансия» на правах аренды.
После того как его брат Хаби перешёл в «Ливерпуль», Алонсо также решил перейти в Премьер-лигу и присоединился к команде «Болтон Уондерерс» на правах аренды 10 июля 2007 года  с возможностью заключения постоянного контракта в конце сезона. Однако при новом тренере Гэри Мегсоне, после того как менеджер Сэмми Ли был уволен, Микель только дважды появлялся на поле.

### «Тенерифе»
После ухода из «Реал Сосьедад» тренер «Суонси Сити» Роберто Мартинес предложил Алонсо шанс восстановить физическую форму. Он принял предложение и присоединился к команде на тренировках.
Тем не менее, Алонсо не стал оставаться в Уэльсе и в конце января 2009 года перешёл в «Тенерифе».
В чемпионате 2009/10 Алонсо начал играть в качестве игрока основного состава, забив гол во втором туре в поединке против «Атлетик Бильбао».

### «Чарльтон»
В конце июня 2011 года 31-летний Алонсо вернулся в Англию, присоединившись к команде первой футбольной лиги «Чарльтон Атлетик». Дебютировал в составе 5 октября в матче за трофей футбольной лиги против «Брентфорда».

### «Реал Унион»
14 июля 2014 года после почти двух лет без клуба Алонсо подписал контракт с «Реал Унион» в Сегунде Дивизион B.
Четыре года спустя 38-летний форвард объявил о завершении карьеры.